# Ancora (álbum)
Ancora, publicado en el 2005,  es el segundo álbum de estudio de Il Divo, grupo musical internacional que interpreta temas de crossover clásico.  
 El grupo está comprendido por un cuarteto vocal de cantantes masculinos: el tenor suizo Urs Bühler, el barítono español Carlos Marín, el tenor estadounidense David Miller y el cantante pop francés Sébastien Izambard.
Con el lanzamiento de su tercer álbum «Ancora», Il Divo se convirtió en el primer grupo de crossover clásico en la historia en conseguir el primer lugar en la lista de Billboard Top 200 estadounidense.

## Lanzamiento
El álbum fue lanzado en el Reino Unido y otras partes del mundo el 7 de noviembre de 2005, excepto en Estados Unidos y América Latina que fue lanzado el 24 de enero de 2006. Debutó en el número uno de Billboard 200 en la primera semana de su lanzamiento en los Estados Unidos. 

## Grabación
El álbum se grabó junto los productores Quiz & Larossi, Per Magnusson, David Kreuger y Steve Mac entre Estocolmo, Londres y Montreal. Las canciones del disco se grabaron en los estudios:
- A Side Studios, de Estocolmo, Suecia.[1]
- Rokstone Studios, de Londres, Inglaterra.[1]
- EMI Abbey Road Studios, Londres, Inglaterra.[1]
- Sphere Studios, Londres, Inglaterra.[1]
- Studio Piccolo, Montreal, Canadá.[1]
- Whitfield Street Studios de Londres, Inglaterra.[1]
- Sveriges Radio Studio 2, Estocolmo, Suecia.[1]

## Temas
El álbum contiene seis canciones en español Héroe, Isabel, Si tú me amas (If You Love Me), Hasta mi final, Solo otra vez (All by myself) y En Aranjuez con tu amor; dos canciones en italiano Senza Catene, Esisti dentro me; una versión del tema en idioma francés Pour que tu m'aimes encore; y un dueto en inglés-francés con la canadiense Céline Dion I Believe in You (Je crois en toi). 
Existen tres versiones diferentes registradas de I Believe in You (Je crois en toi) de Il Divo con Céline. Dos versiones de ellas publicadas en los álbumes Ancora y On Ne Change Pas de 2005 de Céline. La diferencia se halla en que la estrofa „algún día te encontraré“ que es cantada por un miembro diferente de Il Divo en cada álbum: en el de Dión, la estrofa es cantada por Urs y en Il Divo es cantada por Carlos. La tercera versión oficial no publicada en ningún álbum es íntegramente en inglés.
El dueto también se publicó en el disco Voices from the FIFA World Cup de 2006. 
Durante los conciertos, David Miller interpretó las partes de la canción de Dion. Casi tres años después del lanzamiento del sencillo, alcanzó el octavo puesto en la lista de singles portuguesa según la revista Billboard. 
El hecho que Il Divo interprete una canción con Celine, fue fuertemente criticado, ya que James Christopher Mónger, máganer de All Music, escribió «Ellos adulan a Celine Dion, ella que apenas puede contener su propia voz».

### Sencillos
- Héroe
- Solo Otra Vez (All by Myself)
- I Believe in You (Je crois en toi)

### Lista de temas
| Ancora; Europa |                                      |                                                     |          |  |
| N.º            | Título                               | Escritor(es)                                        | Duración |  |
| 1.             | «Héroe»                              | Walter Afanasieff, Carey                            | 4:17     |  |
| 2.             | «Isabel»                             | Andreas Romdhane                                    | 4:16     |  |
| 3.             | «I Believe in You (Je crois en toi)» | Jörgen Elofsson, David Kreuger, Per Magnusson       | 4:01     |  |
| 4.             | «Senza catene (Unchained melody)»    | Alex North, Hy Zaret                                | 3:51     |  |
| 5.             | «Si tú me amas (If you love me)»     | Andreas Romdhane, Josef Larossi, John Robinson Reid | 4:08     |  |
| 6.             | «Hasta mi final»                     | Héctor, Mac                                         | 3:36     |  |
| 7.             | «Solo otra vez (All by myself)»      | Eric Carmen, Rajmáninov                             | 3:53     |  |
| 8.             | «En Aranjuez con tu amor»            | García                                              | 3:51     |  |
| 9.             | «Esisti dentro me»                   | Andreas Romdhane                                    | 3:50     |  |
| 10.            | «Pour que tu m'aimes encore»         | Benzi, Jean-Jacques Goldman                         | 3:53     |  |
| 39:49          |                                      |                                                     |          |  |

| Ancora; USA y Latinoamérica |                                      |                                |          |  |
| N.º                         | Título                               | Escritor(es)                   | Duración |  |
| 1.                          | «Solo otra vez (All by myself)»      | Carmen, Rajmáninov             | 3:54     |  |
| 2.                          | «Isabel»                             | Andreaas Romdhane              | 4:16     |  |
| 3.                          | «I Believe in You (Je crois en toi)» | Elofsson, Kreuger, Magnusson   | 4:01     |  |
| 4.                          | «You raise me up (Por ti seré)»      | Lovland                        | 4:01     |  |
| 5.                          | «The man you love»                   | Quiz & Larossi, Reid, Romdhane | 4:09     |  |
| 6.                          | «Hasta Mi Final»                     | Héctor, Mac                    | 3:36     |  |
| 7.                          | «Héroe»                              | Walter Afanasieff, Carey       | 4:17     |  |
| 8.                          | «En Aranjuez Con Tu Amor»            | García                         | 3:51     |  |
| 9.                          | «Esisti dentro me»                   | Romdhane                       | 3:50     |  |
| 10.                         | «Pour que tu m'aimes encore»         | Benzi, Goldman                 | 3:53     |  |

## Personal

### Il Divo
- Carlos Marín
- Sébastien Izambard
- David Miller
- Urs Bühler

### Adicional
- Félix Pizarro Amador: Adaptación española
- Fredrik Andersson: Ingeniero, Mezclas
- Dave Arch Piano: Arreglos orquestales, Piano
- John III Baker: Copista
- Jan Bengtsson: Flauta
- Mats Berntoft: Guitarra
- Matt Brooke: Artwork
- Francesco Cameli: Ingeniero asistente
- Walter Chin: Fotografía
- Andrew Dudman: String Ingeniero
- Humberto Gatica: Ingeniero Vocal
- Steve Gertsman: Merchandising
- Isobel Griffiths: Arreglos orquestales
- Henrik Janson: Guitarra (Acústica), Arreglos, Conductor
- Ulf Janson: Adaptador, Conductor
- Frizzy Karlsson: Guitarra
- David Krueger: Adaptador, Programación, Productor
- Nicki LAmy: Coordinador
- Richard Lancaster: Asistentet
- Chris Laws: Tambores, Ingeniero, Edición Digital
- Gustave Lund: Percusión
- Steve Mac: Piano, Teclados, Producción, Arreglos Vocales
- Per Magnusson: Arreglos, Teclados, Programación, Productor
- Vlado Meller: Mastering
- Esbjörn Öhrwall: Guitarra (Eléctrica)
- Steve Pearce: Bajo
- Rudy Pérez: Adaptador Español
- Norman Perry: Merchandising
- Daniel Pursey: Ingeniero
- Mike Ross-Trevor: String Ingeniero
- Ren Swan: Ingeniero Mezclas
- Devin Workman: Asistente

## Posición en las listas
| País             | Certificación  | Posición  |
| Australia        | Triple Platino | #1        |
| España           | Triple Platino | #1        |
| Reino Unido      | Triple Platino | #1        |
| Portugal         | Doble Platino  | #1        |
| Finlandia        | Platino        | #1        |
| Hungría          | Platino        | #1        |
| México           | Platino        | #1        |
| Suecia           | Platino        | #1        |
| Sudáfrica        | Platino        |           |
| Venezuela        | Platino        |           |
| Argentina        | Oro            |           |
| Estados Unidos   | Oro            | #1        |
| Canadá           |                | #1        |
| Colombia         | Platino        | #1        |
| Hong Kong        |                | #1        |
| Nueva Zelanda    |                | #1        |
| Eslovenia        |                | #1        |
| Taiwán           |                | #1        |
| Países Bajos     |                | #2        |
| Suecia           |                | #4        |
| Alemania         |                | #1        |
| Ventas mundiales | 5 000 000      | 5 000 000 |